# Marilyn vos Savant
Marilyn vos Savant (született Marilyn Mach; Saint Louis, Missouri,  1946. augusztus 11. –) kolumnista, újságíró, író, színműíró, aki a Guinness Rekordok Könyvében a valaha mért legmagasabb IQ-val rendelkező személyként vált ismertté. Az 1980-as évek közepétől a Parade magazin „Ask Marilyn” című rovatában logikai és matematikai kérdésekre adott válaszokat, amelyek közül a legismertebb a Monty Hall-paradoxon helyes megoldása volt.

## Kezdeti évek
Édesanyja Marina vos Savant – akinek családnevét később felvette – egy olasz emigráns, édesapja Joseph Mach, egy német bányászcsaládból származó bevándorló volt. Szülei Saint Louis munkásnegyedében éttermet, majd mosodaláncot működtettek. Iskolás évei során több intelligenciateszten is a legmagasabb pontszámot érte el, ám ezt saját bevallása szerint természetesnek érezte. Egy 2009-es interjúban elmondta, hogy nehéz gyermekkora volt, iskoláját gyűlölte, és lányként gyakran lenézték. Egy tanára például kizárta a természettudományi órákról, mivel ő volt az egyetlen lány az osztályban. Érettségijét évfolyama 178. helyén szerezte meg a 613 diák közül. Két évig filozófiát tanult a St. Louis-i Washington Egyetemen, de szülei nyomására abbahagyta. Később részvényekkel, ingatlanügyletekkel foglalkozott, és dolgozott szülei tisztítóvállalkozásában is. Miután anyagilag függetlenné vált, írói pályára lépett: álnéven novellákat, esszéket és újságcikkeket publikált.

## Intelligencia és Guinness-rekord
Vos Savant 10 éves korában végezte el a Stanford–Binet IQ-tesztet, amelyen 22 év és 10 hónapos mentális kort állapítottak meg nála, ami elméletileg 228-as IQ-nak felel meg. Ez az eredmény 1985-ben került be a Guinness Rekordok Könyvébe, és 1989-ig szerepelt ott, amíg a kategóriát megbízhatatlanság miatt megszüntették. Később a Mega Testen is kiváló eredményt ért el, amelyet a Mega Society tagfelvételére használtak. Azonban az ilyen extrém magas IQ-értékek mérésének megbízhatóságát sok pszichológus megkérdőjelezi.

## Írói és publicisztikai tevékenység
1986-tól kezdve vos Savant a Parade magazin „Ask Marilyn” című rovatában válaszolt olvasói kérdésekre, amelyek gyakran logikai, matematikai vagy nyelvi fejtörők voltak. A rovatban megjelent válaszait több könyvben is összegyűjtötte, például az Ask Marilyn és a More Marilyn című kötetekben. Egyik legismertebb könyve, The Power of Logical Thinking, a logikai gondolkodás fejlesztéséről szól.

## A Monty Hall-paradoxon és nyilvános vitája
1990-ben vos Savant a „Ask Marilyn” rovatban válaszolt a híres Monty Hall-paradoxon, amelyben azt tanácsolta, hogy a játékosnak érdemes ajtót váltania, mivel ezzel 1/3-ról 2/3-ra növeli a nyerés esélyét. Válasza hatalmas vitát váltott ki; több ezer olvasó, köztük matematikusok is, kétségbe vonták állítását. Azonban később szimulációk és statisztikai elemzések igazolták válaszának helyességét, és a probléma megoldása azóta is oktatási példaként szolgál a valószínűségszámítás tanításában.

## Magánélete, öröksége
Első házasságát – csakúgy, mint anyja és anyai nagyanyja – 16 évesen kötötte. A kapcsolatból két gyermek született, de tíz év után elváltak. Második házassága szintén tíz évig tartott.
Vos Savant 1987-ben ment férjhez harmadszor, Robert Jarvik kardiológus lett a férje, aki a mesterséges szív egyik kifejlesztője volt. Két gyermeke van korábbi házasságából. Az 1980-as évek óta családjával New York Manhattan városrészében él.
Tagja volt a Mensa és a Mega Society szervezeteknek, valamint több oktatási és tudományos tanácsadó testületnek. 2003-ban díszdoktori címet kapott a The College of New Jersey-től.
Marilyn vos Savant neve máig a kiemelkedő intelligencia és a logikai gondolkodás szimbóluma, aki hozzájárult a tudományos gondolkodás népszerűsítéséhez és a nők szerepének erősítéséhez a tudományos diskurzusban.

## Főbb művei
- Omni I.Q. Quiz Contest (1985)
- Brain Building: Exercising Yourself Smarter (1990, Leonore Fleischerrel)
- Ask Marilyn: Answers to America's Most Frequently Asked Questions (1992)
- The World's Most Famous Math Problem (1993)
- More Marilyn: Some Like It Bright! (1994)
- "I've Forgotten Everything I Learned in School!" (1994)
- Of Course I'm for Monogamy (1996)
- The Power of Logical Thinking (1996)
- The Art of Spelling (2000)
- Growing Up: A Classic American Childhood (2002)